# 実験的安全車両

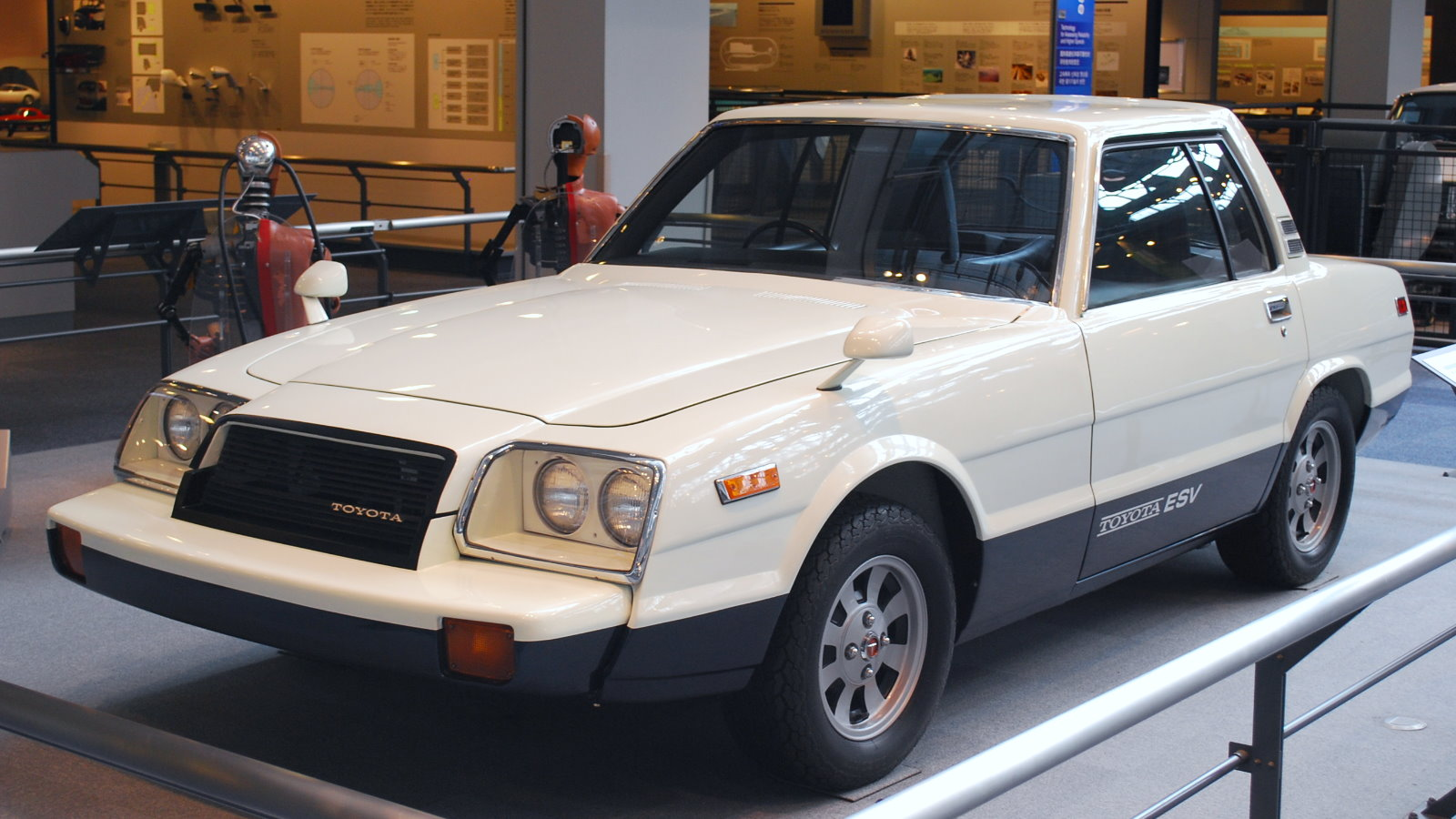
トヨタESV（1973年）

実験的安全車両（じっけんてきあんぜんしゃりょう、英語: Experimental Safety Vehicle (ESV)）は、自動車の安全概念をテストするために使用される実験用コンセプトカーの名称である。
1973年、アメリカ運輸省はESVプロジェクトを発表した。その目的は、1981年までにより安全な車両を入手することであった。この努力の成果によって生産された車は、RSV小型車として知られていた。
1991年に、ESVの略語は Enhanced Safety バクロニムに逆称された。

## 一部のESV
- オーロラ（英語版）、一人の努力 1957 ESV。
- サーバイバル（英語版）、ウォルターC.ジェロームによって作成されたセーフティカーESV（1958年）。
- オースティンメトロ PSC1（歩行者セーフティカーワン）、（1985年）[3]。
- BLMC SSV - 安全システム車両 - シリーズ[4]。
  - SSV1 MGB GT に基づく（1972年）。
  - SRV2 モーリスマリーナ に基づく（1974年）。
  - SRV3 BMC ADO17 Austin1800 バッジエンジニアリングファミリに基づく。
  - SRV4 ミニ をベースにした。
  - SRV5 BMC ADO 16 Austin / Morris 1300に基づいており、革新的なバネ仕掛けの歩行者キャッチバーを備えてうた。
- クライスラー RSV- 研究安全車両 - シムカ1307に基づく[5]。
- ダットサン ESV（1973年）、日産・ブルーバードをベースにしている[6]。
- フィアット ESV1500 libbre、2000 libbre、2500 libbre（ libbreは、イタリア語でポンドを意味する）（1971年）[7][8]。
- メルセデスベンツ ESV24（1974年）[9]。
- メルセデスベンツESF2009実験安全車両（英語版）[10]。
- 日産 216X（1971年）[11]。
- ピニンファリーナ PFシグマ（1963年）[12]。
- ピニンファリーナシグマ（1969年）、フォーミュラワンESV[13]。
- ピニンファリーナニド（英語版）（2004年）内部のクラッシャブルゾーン及び緊急時用電池を備える。
- ルノー BRV - 基礎研究車両（1974年）。
- ルノーエピュア（1979年）、ルノー5 に基づく。
- トヨタ・ESV（英語版） （1972年-1973年）
- ボルボ・VESC （1972年）。
- ボルボ・SCC （2001年）。
- フォルクスワーゲンESVW1（1972年）  。

## ギャラリー

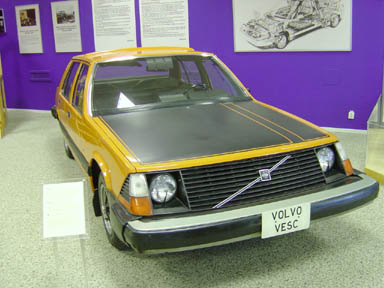
ボルボ・VESC （1972年）
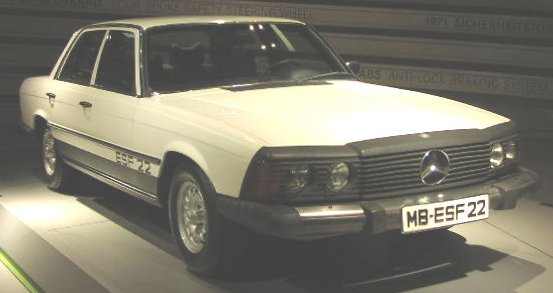
メルセデスベンツESF22（1973年）
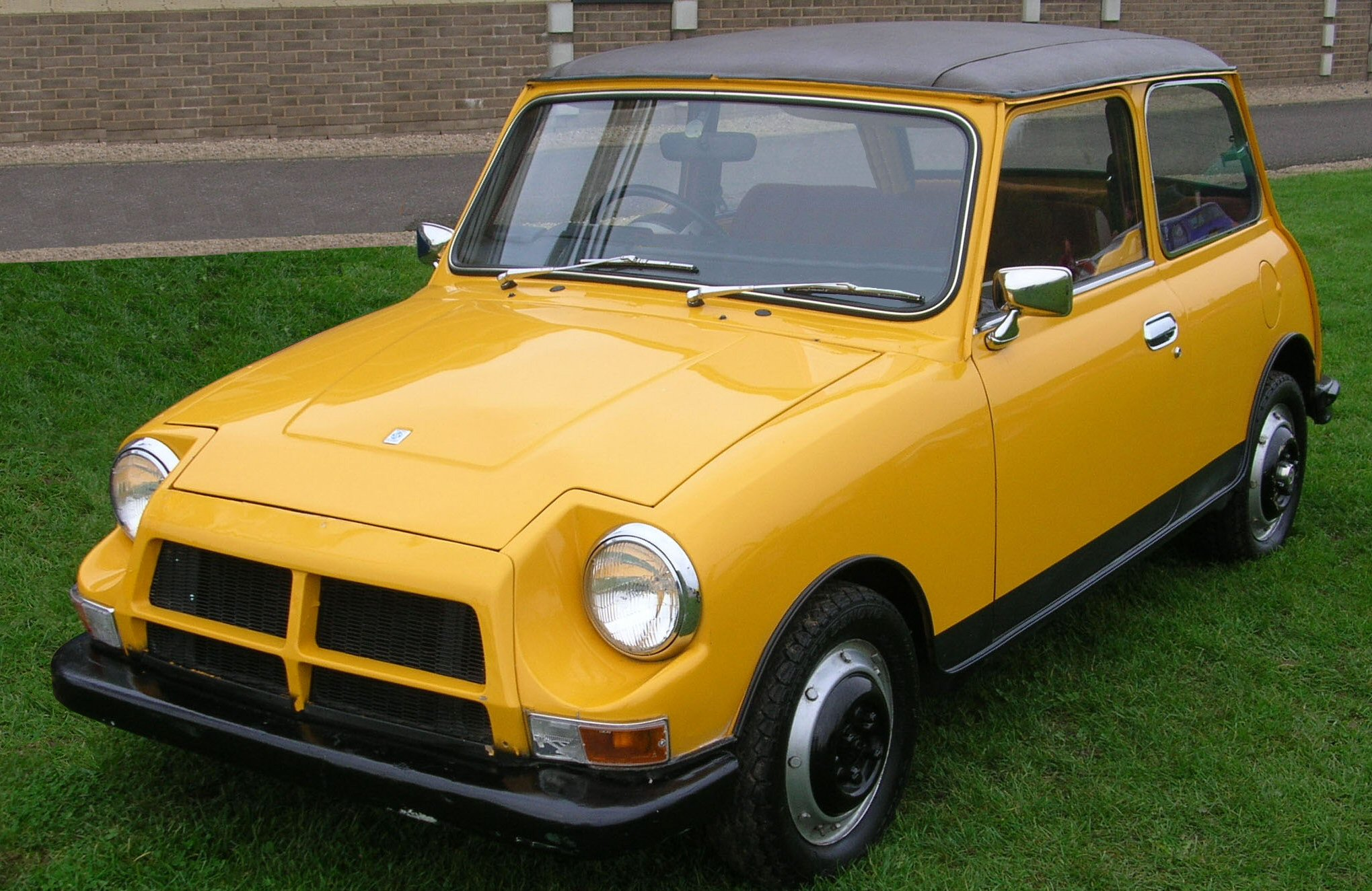
ミニSRV4（1974年）
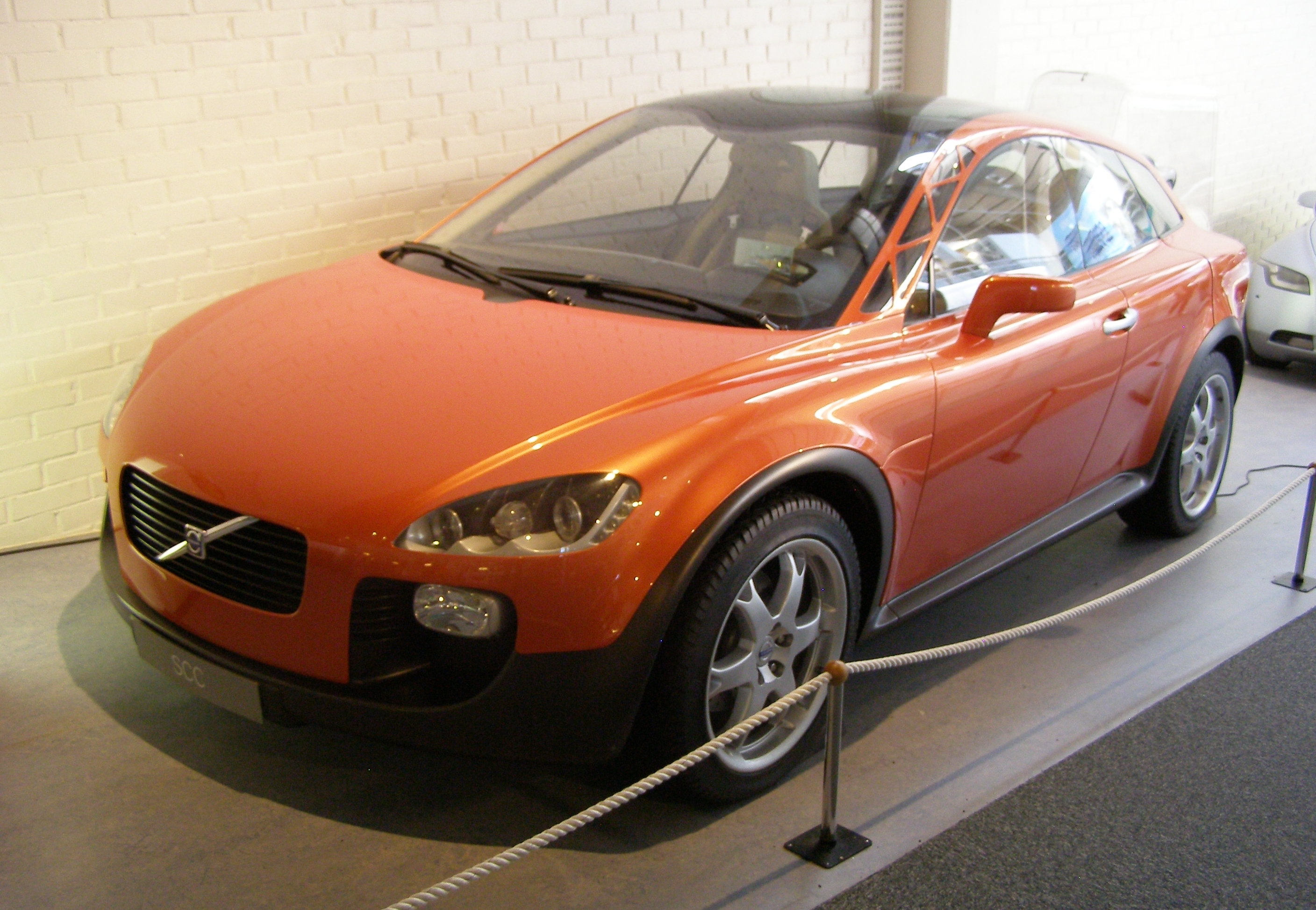
ボルボ・SCC（2001年）
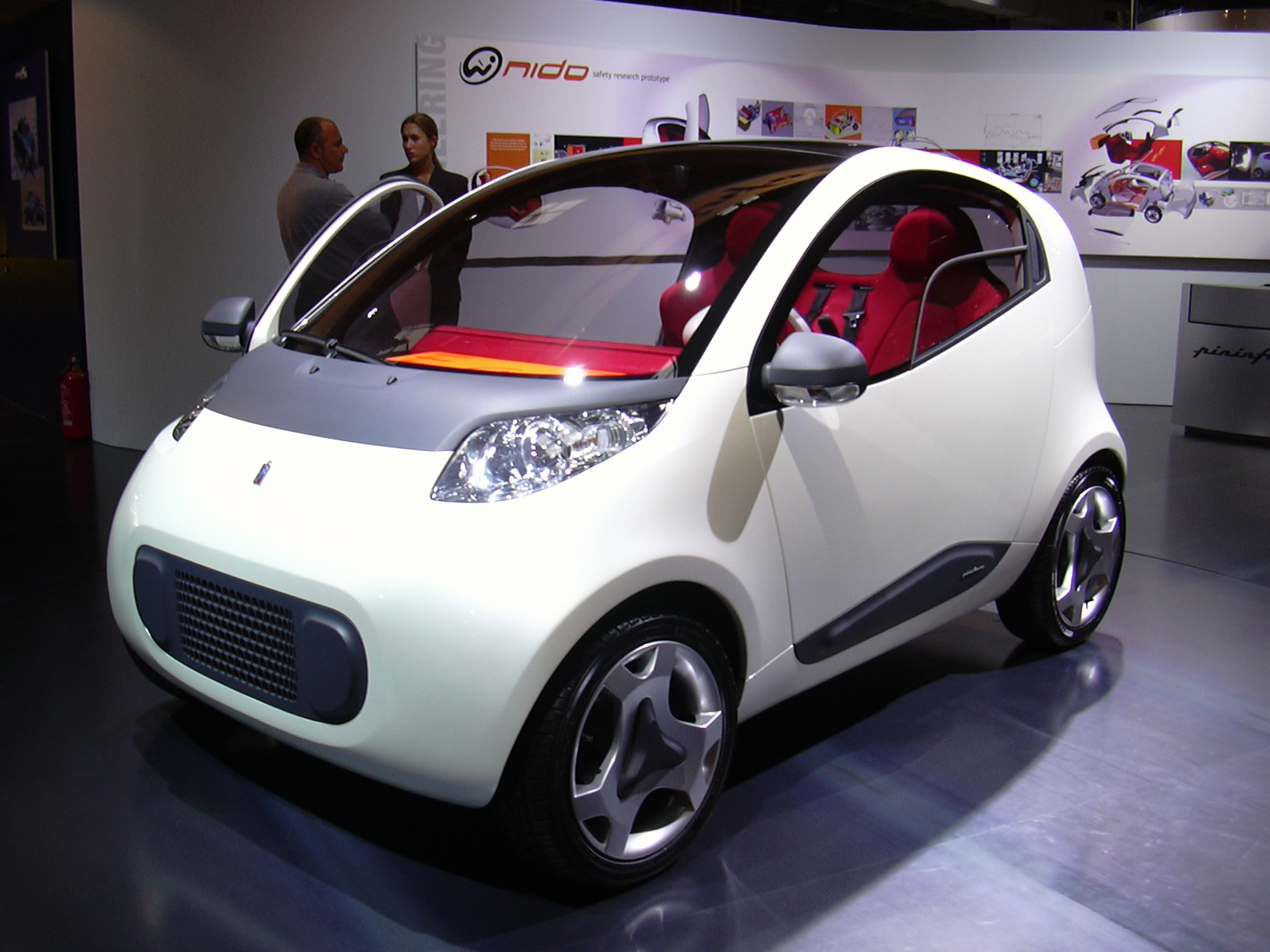
ピニンファリーナニド（2004年）
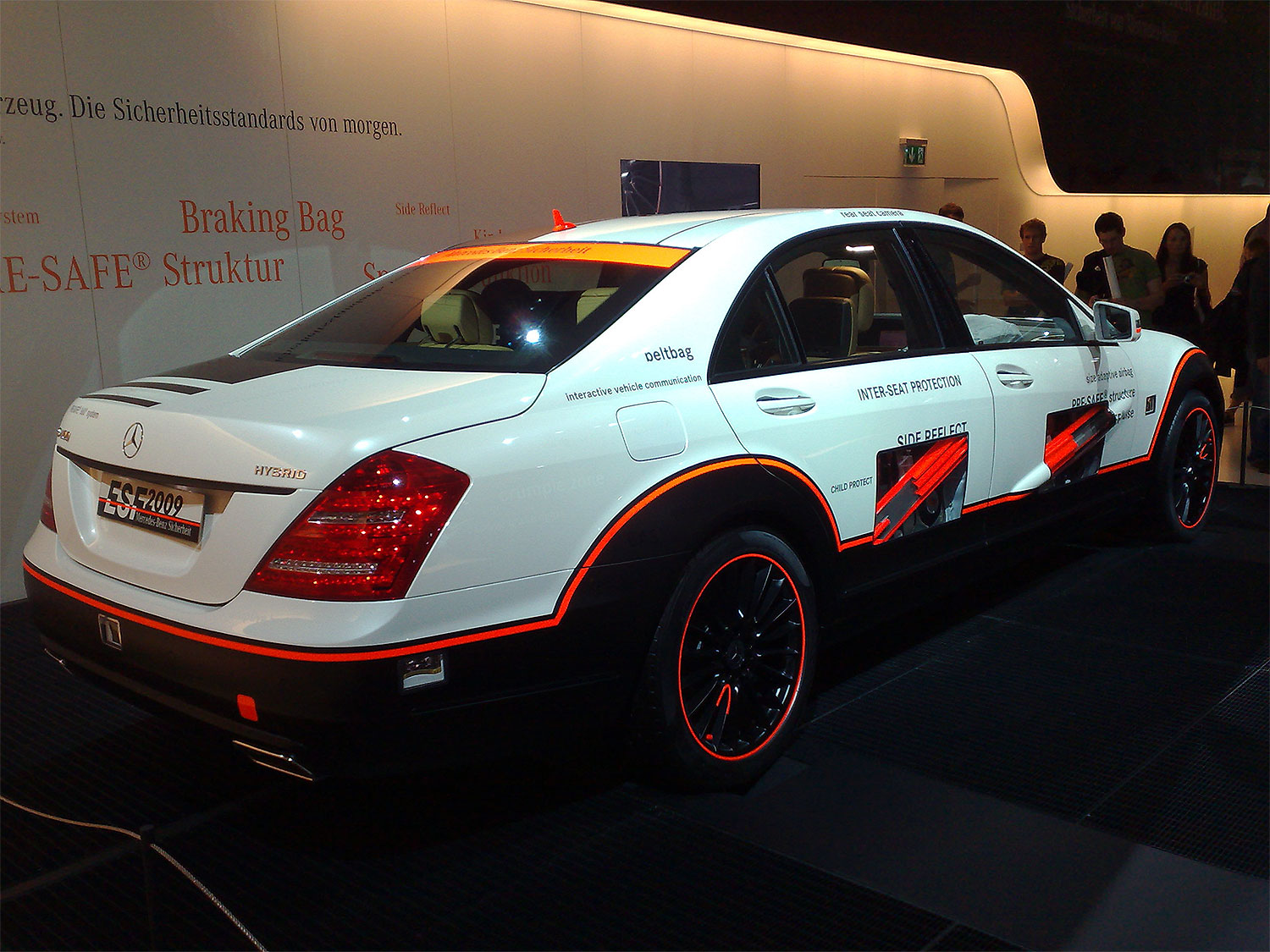
メルセデスベンツESF2009（2009年）